# Felipe Ripoll Morata
Felipe Ripoll Morata (14. září 1878, Teruel – 7. února 1939, Pont de Molins) byl španělský římskokatolický duchovní a mučedník. Katolická církev ho uctívá jako blahoslaveného.

## Život
Narodil se 14. září 1878 v Teruelu.
Vstoupil do semináře. Zpočátku kvůli chudobě své rodiny studoval dálkově, a poté mu katedrální kapitula udělila stipendium. Dne 29. března 1901 byl vysvěcen na kněze. V semináři vyučoval latinu a filosofii. V Zaragoze získal doktorát.
Roku 1924 se rozhodl vstoupit do Tovaryšstva Ježíšova. Za dva roky opustil společenství a vrátil se do Teruelu. Zde se stal poradcem Katolické akce a dalších sdružení.
Roku 1935 se stal generálním vikářem diecéze Teruel.
Dne 8. ledna 1938 byl během Španělské občanské války zajat spolu s biskupem Anselmem Polancem. Byl převezen do Valencie a poté do Barcelony.
S biskupem Polancem a dalšími zadrženými byl vězněn v Pont de Molins.
Dne 7. února 1939 byl odvezen se svým biskupem a dalšími vězni do soutěsky zvané Can Tretze, kde byli popraveni a jejich mrtvoly politý benzínem a zapáleny. Zůstal nepohřbený deset dnů, kdy těla objevil pastýř.

## Proces blahořečení
Jeho proces blahořečení byl zahájen 24. ledna 1959 v diecézi Teruel a Albarracín spolu s biskupem Polancem.
Dne 2. července 1994 uznal papež Jan Pavel II. jejich mučednictví. Blahořečeni byli 1. října 1995.